# درشكية
الدرشكية مصطلح يستخدم لعدة أنواع من النقل، منها:
- عربة مفتوحة منخفضة ذات أربع عجلات تستخدم خاصة في روسيا. وهي تتألف من مقعد طويل يركب عليه الركاب متجانبين أو مترادفين ويضعون أقدامهم على قضبان بالقرب من الأرض.[2]
- العديد من العربات العامة ذات العجلتين أو ذات الأربع عجلات المستخدمة في روسيا ودول أُخَر. [3]

## الصور

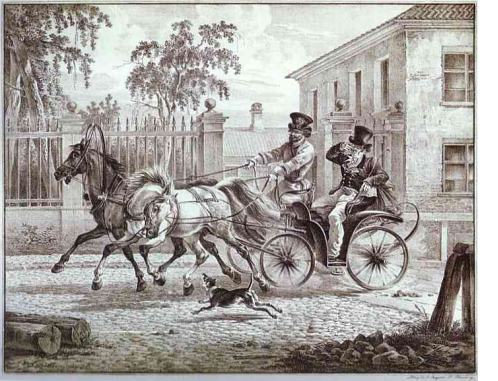
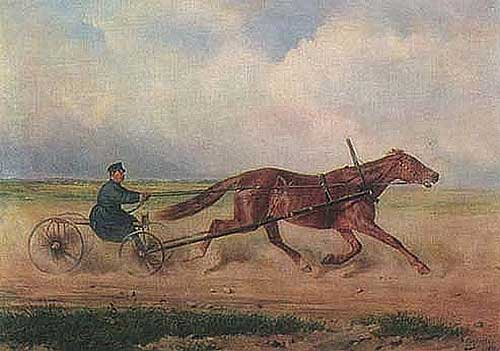
سباق درشكية
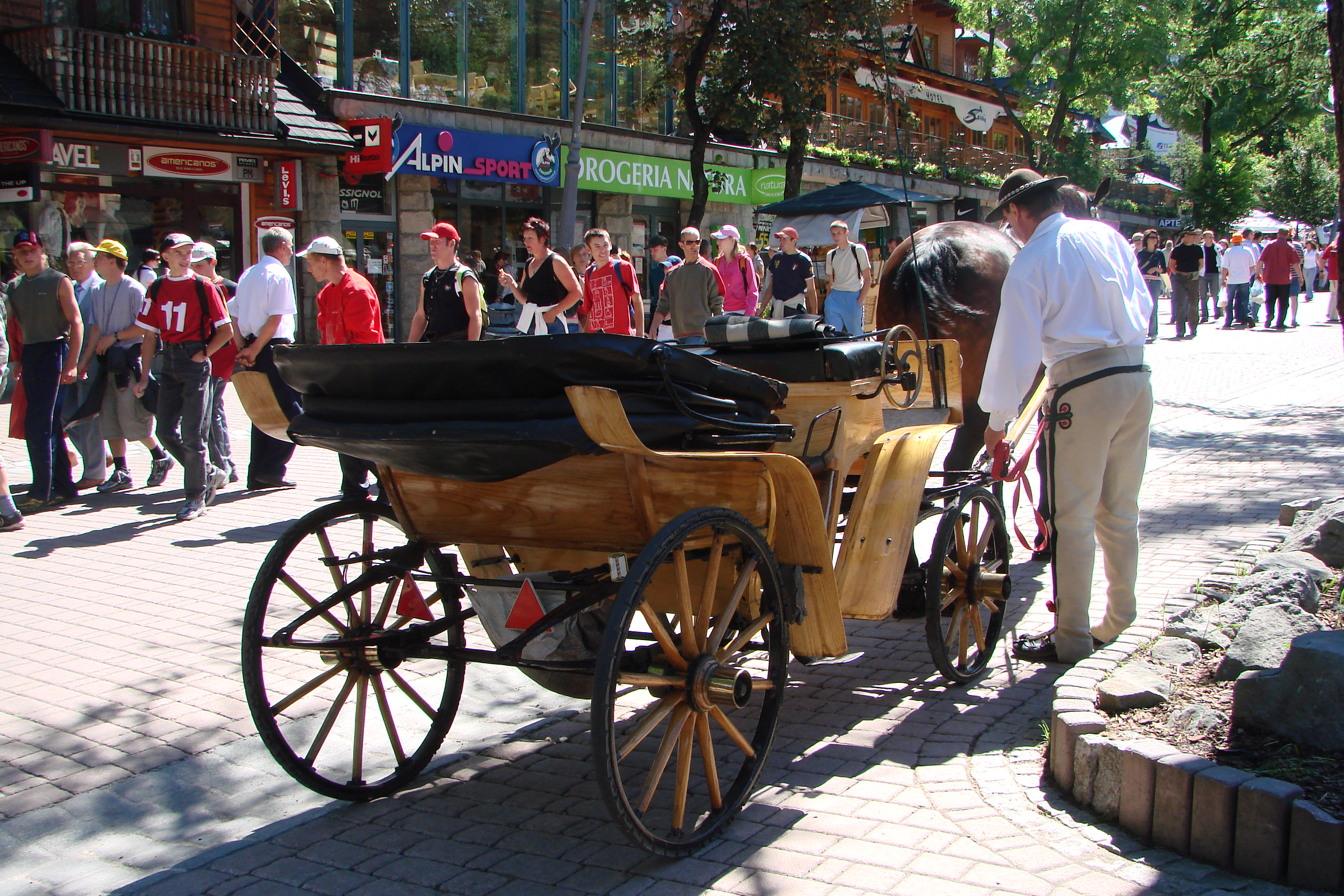
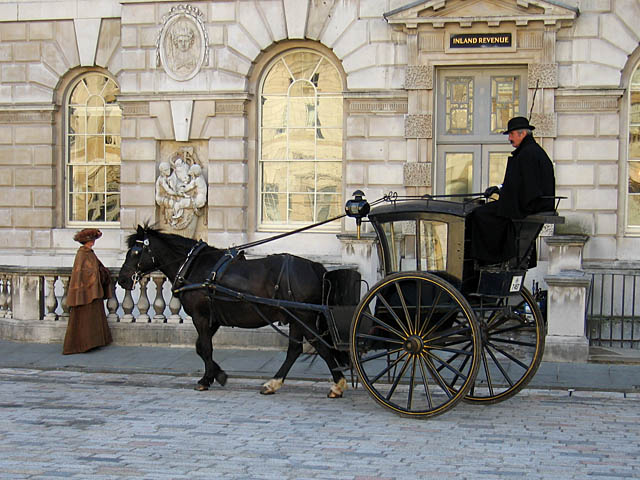